# Meca
Meca (em árabe: مكة, lit. 'Makka'; por inteiro: em árabe: مكة المكرمة; romaniz.: Makka al-Mukarrama; lit. "Meca, a Honrada") é uma cidade da Arábia Saudita considerada a mais sagrada no mundo para os muçulmanos, situada na província homônima.
A tradição islâmica atribui sua fundação aos descendentes de Ismael. No século VII, o profeta islâmico Maomé proclamou o Islã na cidade que era, então, um importante centro comercial. Após 966, Meca passou a ser governada por xarifes locais. Com o fim da autoridade do Império Otomano sobre a região, em 1916, os governantes locais fundaram o Reino Hachemita do Hejaz. O reino, inclusive Meca, foi absorvido pela dinastia saudita em 1925. Durante o período moderno, a cidade vivenciou uma expansão colossal, tanto em termos de tamanho quanto de infraestrutura.
Situada na histórica região do Hejaz, tem uma população de 1,7 milhões de habitantes (2008), e localiza-se a 73 quilômetros da cidade litorânea de Jidá, em um vale estreito a 277 metros acima do nível do mar.
Meca é considerada a cidade mais sagrada para a religião islâmica, e seus adeptos costumam orar voltados para ela. Anualmente mais de 13 milhões de muçulmanos a visitam, incluindo os milhões que realizam a peregrinação conhecida como Haje. Como decorrência disto, Meca se tornou uma das cidades mais cosmopolitas e diversificadas do mundo islâmico. A entrada na cidade, no entanto, é proibida a pessoas que não sejam muçulmanas.

## Nome
Meca é a transliteração original em português do nome original árabe, مكة (Makka), comumente usados em dicionários onomásticos, obras acadêmicas, governamentais e de referência.
O nome formal da cidade, مكة المكرمة (Makka al-Mukarrama), significa "Meca, a Honrada".

## História

### História antiga

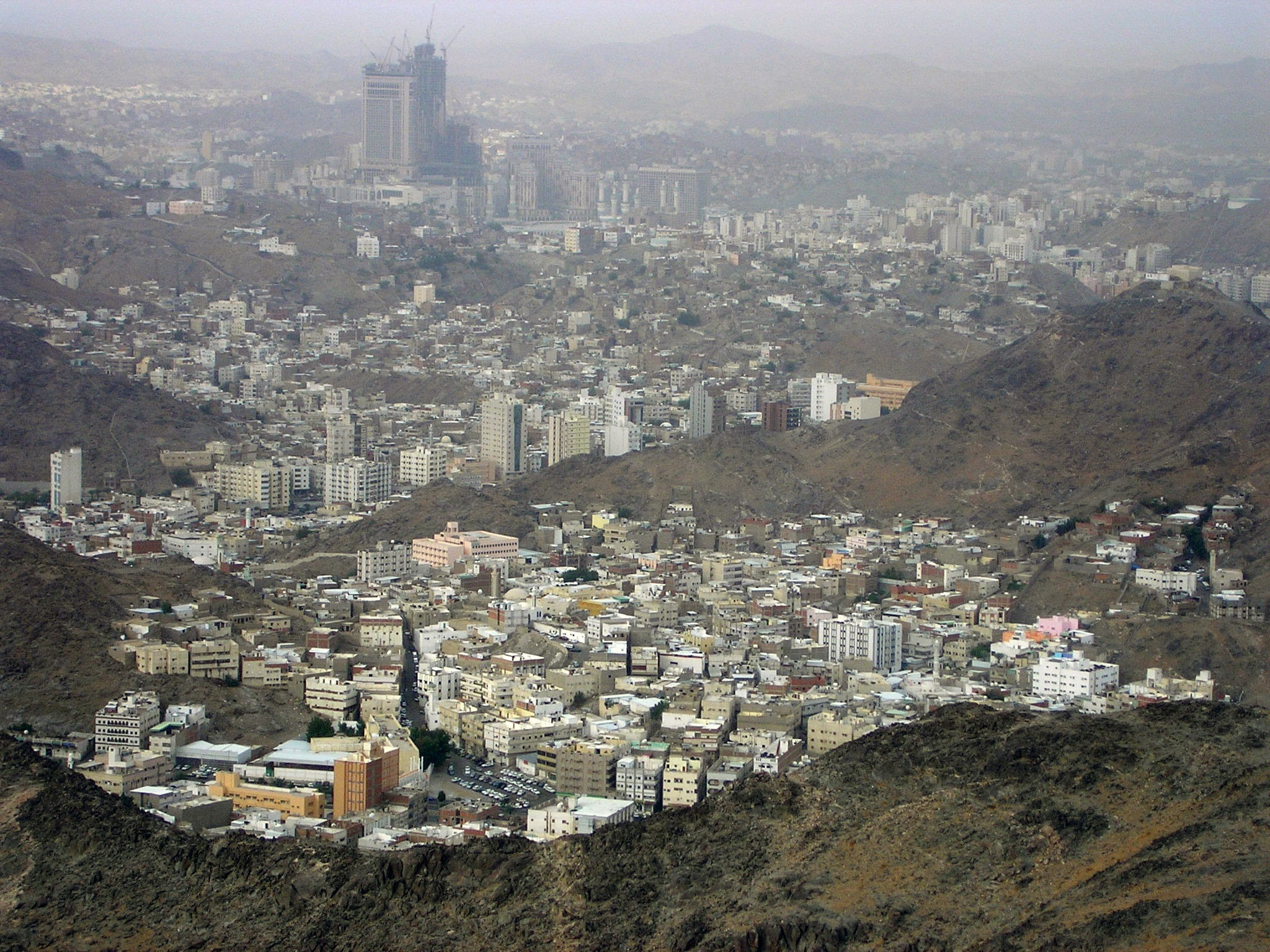
Meca vista do Jabal al-Nour

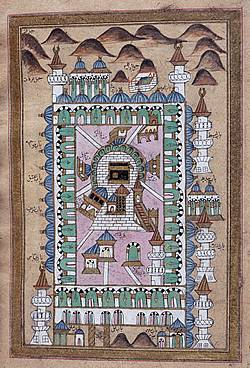
Arte turca de 1787 na Grande Mesquita

Meca pode ter sido a "Macoraba" mencionada por Ptolomeu, embora esta identificação seja controversa. A arqueologia não descobriu qualquer inscrição ou menção à cidade anterior ao período deste autor, embora outras cidades e reinos localizados naquela região tenham sido bem-documentados nos registros históricos.
Por volta do século V a Caaba era um local de culto para as diversas divindades da tribos pagãs árabes. A divindade pagã mais importante de Meca era Hubal, cujo culto havia sido instalado ali pela tribo dominante da área, os coraixitas, e que ali permaneceu até o século VII.
No século V, os coraixitas tomaram controle de Meca, tornando-se hábeis comerciantes e mercadores. No século seguinte passaram a fazer parte do lucrativo comércio de especiarias, já que batalhas ocorridas noutras partes do mundo fizeram que as rotas comerciais fossem desviadas das tradicionais rotas marítimas, que haviam se tornado perigosas, para novas rotas terrestres. O Império Bizantino havia, até então, controlado o Mar Vermelho, porém gradualmente a pirataria na região aumentou. Outra rota que anteriormente passava pelo Golfo Pérsico e através dos rios Eufrates e Tigre também passou a ser ameaçada por incursões do Império Sassânida, bem como dos lacmidas, dos gassânidas e das tropas envolvidas nas Guerras Romano-Persas. A importância de Meca como centro comercial ultrapassou, eventualmente, a de outras cidades da Arábia do período, como Palmira e Petra. Os sassânidas, no entanto, nem sempre foram uma ameaça para Meca; em 575 chegaram mesmo a proteger a cidade árabe de uma invasão do Reino de Axum, comandada por seu líder cristão, Abraha. As tribos da Arábia Meridional pediram ajuda ao monarca persa Cosroes I, que respondeu enviando tropas de infantaria e uma frota de navios para Meca. A intervenção persa evitou que o cristianismo se expandisse para dentro da península Arábica, impedindo que Meca e o profeta islâmico Maomé, que na altura era um garoto de seis anos da tribo coraixita, "crescessem sob a cruz".
Em meados do século VI, havia três principais centros populacionais no norte da Arábia, ao longo do litoral sudoeste do Mar Vermelho, numa região habitável entre o mar e o grande deserto situado a leste. Esta região, conhecida tradicionalmente como Hejaz, continha três povoados que se desenvolveram em torno de oásis onde a água era disponível. No centro do Hejaz estava Iatrebe (que posteriormente veio a se chamar Medina, de Madinatun Nabi, "Cidade do Profeta"). A 400 quilômetros ao sul de Iatrebe estava a cidade montanhosa de Ta’if, e a noroeste desta estava Meca. Embora a área em torno de Meca fosse completamente estéril, ela era a mais rica das três, com água em abundância proveniente do célebre Poço de Zamzam, e ocupando uma posição estratégica na encruzilhada das principais rotas das caravanas.
As condições duras e os terrenos áridos e íngremes da península forçavam um estado quase constante de conflito entre as tribos locais, porém uma vez por ano uma trégua era declarada, e todas se encontravam em Meca para realizar uma peregrinação anual. Até o século VII esta viagem era feita por motivos religiosos, pelos pagãos árabes que desejavam prestar reverência a seu santuário, e beber da água do Poço de Zamzam. Este também era o período do ano em que os conflitos eram arbitrados, as dívidas eram resolvidas, e o comércio ocorria nas feiras da cidade. Estes eventos anuais davam às tribos uma sensação de identidade comum, transformando Meca num ponto focal importante da península.
As caravanas de camelos, que segundo a tradição teriam sido usadas pela primeira vez pelo bisavô de Maomé, eram parte integrante da fervilhante economia de Meca. Diversas alianças eram estabelecidas pelos comerciantes e mercadores da cidade e as tribos nômades locais, que traziam mercadorias como couro, animais domésticos e metais extraídos das montanhas locais para serem vendidas e levadas a cidades da Síria e da Mesopotâmia. Relatos históricos também fornecem indícios de que mercadorias de outros continentes também passavam por Meca; produtos vindos da África e do Extremo Oriente, como especiarias, couro, medicamentos, tecidos e escravos eram vendidos ali para também serem levados para a Síria e outros locais, e em troca a cidade recebia dinheiro, armas, cereais e vinho - que a partir de Meca eram distribuídos para todo o resto da península. Os habitantes da cidade assinaram tratados com os bizantinos e os beduínos, negociando passagem para as caravanas e fornecendo-lhes água e pasto. Meca aos poucos tornou-se o centro de uma confederação pouco definida de tribos clientes, que incluía os Banu Tamim. Outras potências regionais, como os abissínios, os gassânidas e os lacmidas estavam em declínio, o que só veio a transformar o comércio de Meca na força unificadora primordial da Arábia no fim do século VI.

### Tradição
De acordo com a tradição islâmica, a história de Meca remontaria aos tempos de Abraão (Ibraim), que teria construído a Caaba com a ajuda de seu filho mais velho, Ismael por volta de 2 000 a.C., quando os habitantes do povoado conhecido então como Bakka havia se afastado do monoteísmo original por influência dos amalequitas. Além desta tradição, no entanto, pouco se sabe da existência da Caaba antes do século V d.C.

### Maomé e a conquista de Meca

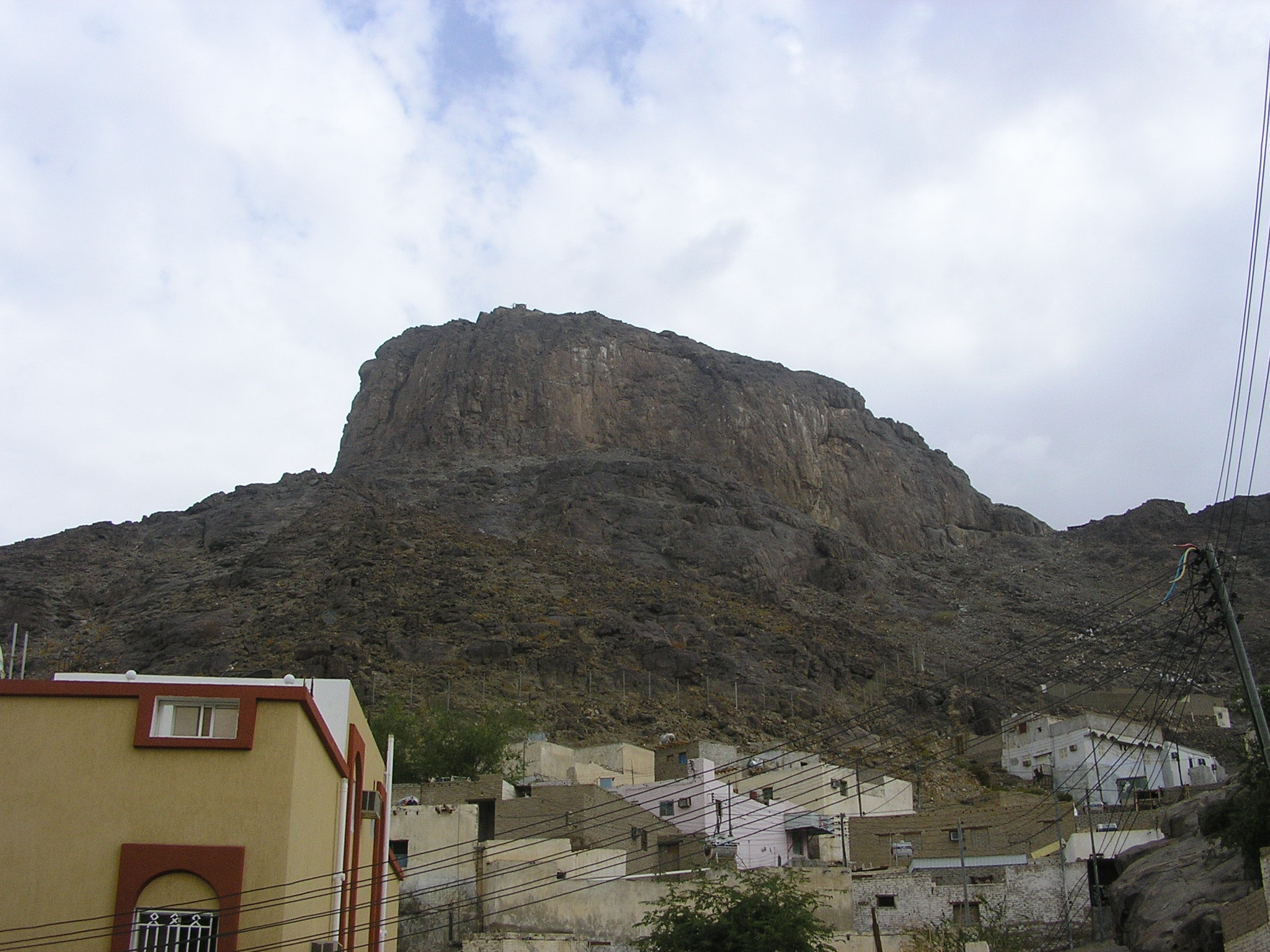
Jabal al-Nour é o local onde Maomé teria recebido a primeira revelação de Deus, através do arcanjo Gabriel

Maomé nasceu em Meca em 570, e assim o islamismo tem estado desde então associado de maneira inextricável com a cidade. Nascido entre os haxemitas, uma facção menor da tribo dominante, os coraixitas, foi em Meca, na Caverna de Hira, na montanha conhecida como Jabal al-Nour que, de acordo com a tradição islâmica, Maomé teria recebido pela primeira vez a revelação divina advinda do próprio Deus por intermédio do arcanjo Gabriel, no ano de 610, e foi na cidade que Maomé começou a pregar sua forma de monoteísmo abraâmico contra o paganismo de Meca. Após sofrer perseguições das tribos pagãs por 13 anos, Maomé migrou (ver Hégira), em 622, juntamente com seus companheiros - os Muhajirun - para Iatrebe (conhecida posteriormente como 'Medina'). O conflito entre os coraixitas e os muçulmanos, no entanto, continuou; os dois grupos se enfrentaram na Batalha de Badr, na qual os adeptos do islã derrotaram o exército coraixita nos arredores de Medina, e na Batalha de Uude, que terminou de maneira inconclusiva. No geral, no entanto, os esforços dos habitantes de Meca para aniquilar o islã fracassaram, e acabaram por se revelar custosos demais e, eventualmente, mal-sucedidos. Durante a Batalha da Trincheira, em 627, os exércitos reunidos da Arábia não lograram derrotar as forças comandadas por Maomé.
Em 628 Maomé e seus seguidores marcharam para Meca, tentando entrar na cidade para uma peregrinação. Sua entrada, no entanto, foi impedida pelos coraixitas. Após o ocorrido muçulmanos e habitantes da cidade assinaram o Tratado de Hudaybiyya, através do qual os coraixitas se comprometiam a parar de combater os muçulmanos, que passariam a poder entra a cidade para realizar suas peregrinações a partir do ano seguinte. Dois anos mais tarde, no entanto, os coraixitas violaram a trégua, assassinando um grupo de muçulmanos e seus aliados. Maomé e seus companheiros, que agora totalizavam 10 000 pessoas, decidiram marchar novamente à cidade. Em vez de dar sequência ao combate, entretanto, os habitantes de Meca se renderam às tropas de Maomé, que declararam paz e anistia geral. Todas as imagens pagãs da cidade foram destruídas por Maomé e seus seguidores, e o local foi islamizado e rededicado ao culto de Deus. Maomé declarou então Meca como 'local mais sagrado do islã', transformando-a no epicentro da peregrinação islâmica, um dos cinco pilares daquela fé. Também declarou que nenhum cafir (não-muçulmano) poderia entrar na cidade, como forma de protegê-la da influência do politeísmo e de práticas semelhantes. Maomé então retornou a Medina, deixando Akib ibn Usaid como governador da cidade. Suas outras atividades ao redor da Arábia acabaram unificar, eventualmente, a península.
Maomé morreu em 632, porém com o legado de unidade que ele havia passado à sua Umma (nação islâmica), o islã começou um período de rápida expansão, e ao longo dos próximos cem anos se propagaria para o Norte da África, Ásia e partes da Europa. À medida que o Califado Ortodoxo crescia, Meca continuou a atrair peregrinos, não só da Arábia, mas de todo o mundo islâmico, e mais e mais muçulmanos executavam ali a peregrinação anual do Haje.
Meca também atraía uma população de acadêmicos e estudiosos, muçulmanos devotos que desejavam viver perto da Caaba, bem como uma grande quantidade de pessoas que servia às necessidades destes peregrinos. A peregrinação do Haje envolvia grandes custos e dificuldades; peregrinos chegavam através de barcos, pelo Porto de Gidá, ou por terra, com as caravanas vindas da Síria e do Iraque.

### Período medieval e pré-moderno

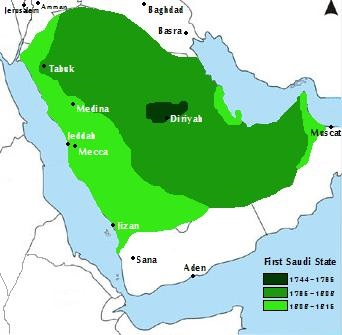
O Primeiro Estado Saudita

Meca nunca foi capital de qualquer Estado islâmico, porém governantes muçulmanos contribuíram para a sua manutenção. Durante os reinados de Omar (r. 634–644) e Otomão (r. 644–656) as preocupações com enchentes ocorridas no local fizeram com que os califas trouxessem engenheiros cristãos para construir barragens nos quarteirões mais afetados, e erguer diques e aterros para proteger a área em volta da Caaba.
A migração de Maomé para Medina retirou o foco da cidade, o que se agravou quando Ali, o quarto califa, assumiu o poder e escolheu Cufa como sua capital. O califado Abássida moveu sua capital para Bagdá, no atual Iraque, que continuou a ser o centro do Império Islâmico por quase 500 anos. Meca voltou a entrar na história política islâmica brevemente, quando foi dominada por Abedalá ibne Zobair, um antigo líder muçulmano que se opôs aos califas omíadas e, posteriormente, quando o califa Iázide I sitiou a cidade, em 683. Por algum tempo a partir daí a cidade teve pouca relevância política, e continuou a ser uma cidade dedicada ao culto e ao estudo acadêmico, governada pelos xarifes hachemitas.
Em 930 Meca foi atacada e saqueada pelos carmatas, uma seita islâmica ismaelita milenarista liderada por Abu Tair Aljanabi e centrada no leste da Arábia. A pandemia da Peste Negra atingiu a cidade em 1349.
Em 1517 o xarife, Barakat bin Muhammed, reconheceu a supremacia do califa otomano, mantendo, no entanto, um elevado grau de autonomia local.
Em 1803 a cidade foi capturada pelo Primeiro Estado Saudita, que dominou Meca até 1813. A conquista representou um golpe maciço no prestígio do Império Otomano turco, que vinha exercendo soberania sobre a cidade sagrada desde 1517. Os otomanos designaram a tarefa de recuperar Meca para o seu domínio ao poderoso quediva do Egito, Maomé Ali Paxá. Maomé Ali conseguiu recapturar a cidade para o controle otomano com sucesso em 1813.
Em 1818 os seguidores da escola jurídica salafista foram derrotados novamente, porém alguns membros do clã Al Saud sobreviveram e fundaram o Segundo Estado Saudita, que durou até 1891 e deu origem à atual Arábia Saudita.

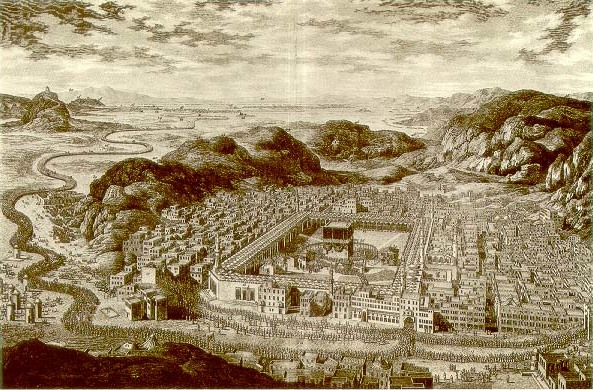
Mecca em 1850

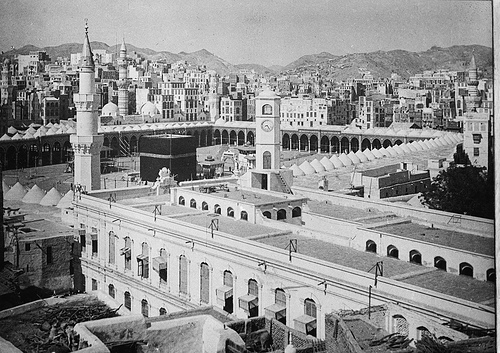
Mecca em 1910

Meca sofreu constantemente com epidemias de cólera. De 1831 a 1930 27 epidemias foram registradas durante as peregrinações ocorridas nestes anos. Mais de 20 000 peregrinos morreram de cólera durante o Haje de 1907-1908.

### Revolta do Xarife de Meca
Durante a Primeira Guerra Mundial, o Império Otomano esteve em guerra com a Grã-Bretanha e seus aliados, e aliado à Alemanha. O país havia conseguido repelir com sucesso um ataque a Istambul durante a Campanha de Galípoli, e contra Bagdá, durante o Sítio de Kut. O agente britânico T. E. Lawrence conspirou com o governador otomano da região, Hussein bin Ali, o Xarife de Meca, o que deu início a uma revolta contra o Império Otomano a partir da cidade, que se tornou a primeira a ser capturada por suas tropas, durante a Batalha de Meca, em 1916. A revolta do xarife representou um dos pontos cruciais da guerra na sua frente oriental, e ele eventualmente declarou um novo Estado, o Reino do Hejaz, declarando Meca a capital do novo reino.

### Arábia Saudita
Após a segunda Batalha de Meca, ocorrida em 1924, o Xarife de Meca foi deposto pela família Saud, e Meca foi incorporada à Arábia Saudita.
Sob o domínio saudita, boa parte da cidade histórica foi demolida como resultado de programas de construção - ver abaixo.
Em 20 de novembro de 1979 duzentos dissidentes fundamentalistas islâmicos, liderados pelo pregador saudita Juhayman al-Otaibi tomaram a Grande Mesquita, alegando que a família real saudita não mais representava o islã 'puro' e que a Grande Mesquita ("A Mesquita Sagrada") e a Caaba deveriam estar nas mãos daqueles que tinham a fé verdadeira. Os rebeldes capturaram dezenas de milhares de peregrinos como reféns, e construíram barricadas dentro da mesquita. O cerco ao local durou duas semanas, e resultou em centenas de mortes e danos significativos ao santuário, especialmente a galeria Safa-Marwa. Tropas do Paquistão, com o auxílio de armas e logística de uma equipe de comandos de elite franceses do GIGN realizaram o ataque final ao complexo.

### Destruição dos locais históricos e religiosos

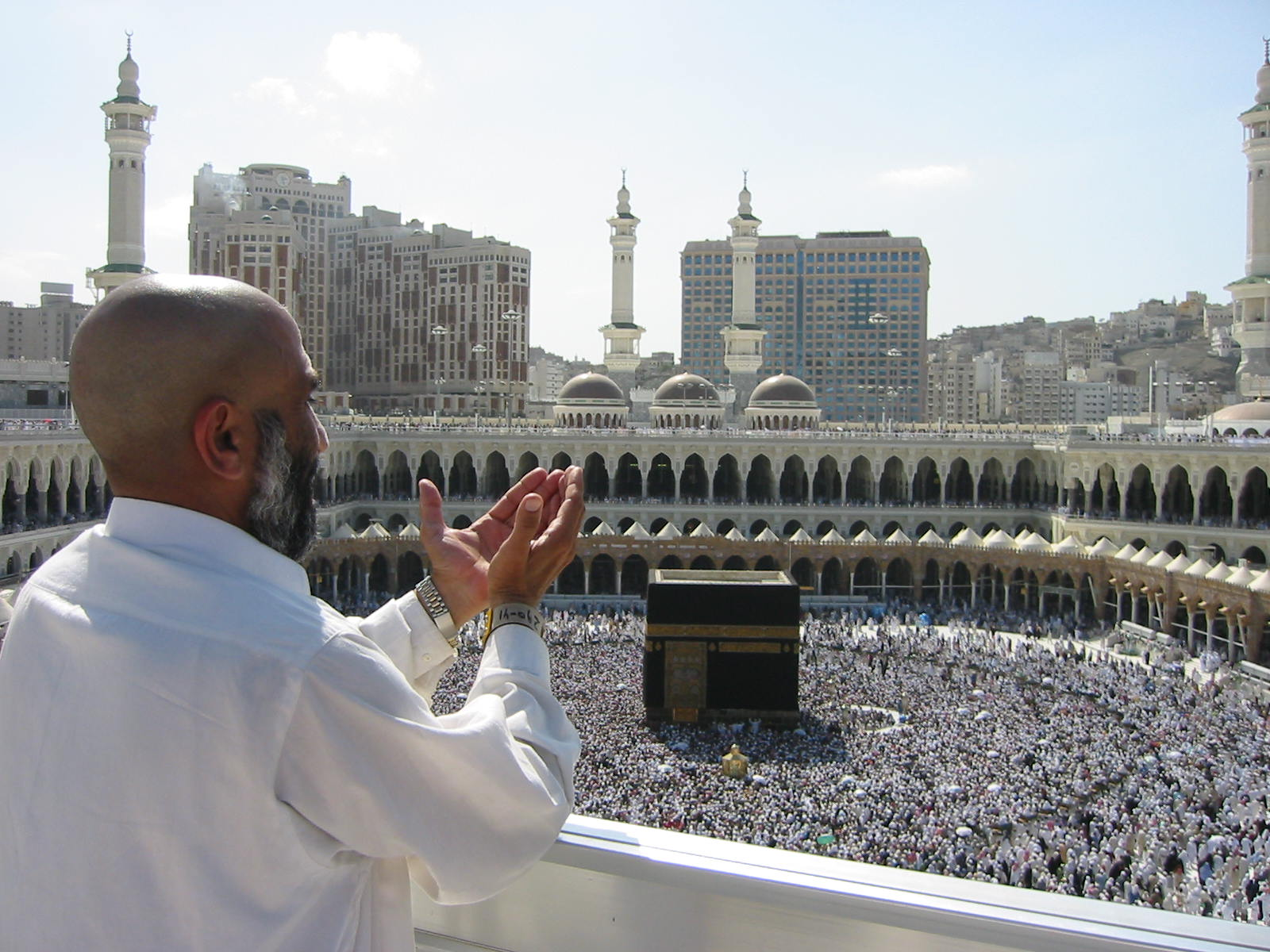
Peregrino orando na Grande Mesquita, em Meca

A força do islã aprovada oficialmente na Arábia Saudita, o uaabismo, é hostil a qualquer referência a locais de importância religiosa ou histórica, por medo de que eles possam dar origem a alguma forma de idolatria. Como consequência, durante o domínio saudita, a cidade sofreu uma destruição considerável de seu patrimônio histórico físico, e estima-se de que desde 1985 cerca de 95% dos edifícios históricos de Meca, a maioria com mais de mil anos de idade, teriam sido demolidos.
Entre os sítios históricos de importância religiosa que foram destruídos pelos sauditas estão cinco das célebres "Sete Mesquitas", construídas inicialmente pela filha de Maomé e por quatro de seus "maiores Companheiros":Masjide Abacar, Masjide Salmã Alfarci, Masjide Omar ibne Alcatabe, Masjide Saída Fátima binte Raçulila e Masjide Ali ibne Abu Talibe.
Relatos informam que atualmente existem menos de 20 estruturas em Meca que datam da época de Maomé. Entre outros edifícios que forma destruídos estão a casa de Cadija, uma das esposas do profeta Maomé, demolida para a construção de banheiros públicos; a casa de Abacar, companheiro do profeta, onde se ergue atualmente o hotel Hilton local; a casa de Ali-Oraid, neto de Maomé, e a Mesquita de Abu Cubais, onde se encontra atualmente o palácio real da cidade.
Embora boa parte destes edifícios tenham sido destruídos para a construção de hotéis, prédios de apartamentos, estacionamentos e outras estruturas necessárias para a infraestrutura necessária aos peregrinos do Haje, muitos foram destruídos sem qualquer razão aparente. A casa de Ali-Oraid, por exemplo, foi demolida pouco depois de sua descoberta e escavação, por ordens do próprio rei Fahd, que temia que ela se tornasse um local de peregrinações.

### Tragédia em setembro de 2015
Em 24 de setembro de 2015 centenas de pessoas morreram após uma confusão durante uma peregrinação anual. Pelo menos 805 pessoas ficaram feridas e 717 foram mortas. O tumulto ocorreu na Rua 204 da cidade de Mina, localidade onde os peregrinos permanecem hospedados por vários dias durante o clímax do Haje e que está situada a poucos quilômetros de Meca. A tragédia teria sido causada pelo grande número de pessoas aglomeradas no local.

## Geografia
Meca situa-se a uma altitude de 277 metros acima do nível do mar, e a aproximadamente 80 quilômetros de distância do litoral do Mar Vermelho. A Meca central se encontra num corredor entre montanhas, conhecido como o "vazio de Meca". A área contém os vales de Al Taneem, Bakka e Abqar.
Esta região montanhosa definiu a expansão atual da cidade; seu centro se encontra na região da Grande Mesquita (a Mesquita Sagrada), que tem uma altitude mais baixa que a do resto da cidade. A área em torno da mesquita abrange a cidade antiga. Suas principais avenidas são Al-Mudda'ah e Sūq al-Layl, a norte da mesquita, e As-Sūg Assaghīr, ao sul. À medida que os sauditas expandiram a Grande Mesquita, no centro da cidade, centenas de casas foram demolidas para a construção de amplas avenidas e praças. As casas mais tradicionais da cidade foram construídas com pedra local, e geralmente têm de dois a três andares. A cidade possui um sistema de metrô, que cobre atualmente 1200 quilômetros quadrados.
Na Meca antiga existiam poucas fontes de água; entre elas estavam os poços locais, como o Poço de Zamzam, que geralmente gerava água salobra. A segunda fonte importante era a nascente de Ayn Zubayda. As fontes desta nascente estão nas montanhas de Jabal Sa'd e Jabal Kabkāb, a poucos quilômetros a leste de Djabal ʿArafa, cerca de 20 quilômetros a sudeste de Meca. A água era transportada através de canais subterrâneos. Havia ainda uma terceira fonte, demasiado esporádica, que consistia na água de chuvas armazenadas pela população em pequenos reservatórios, ou cisternas. A água da chuva também trazia consigo a ameaça de enchentes, um perigo destes tempos antigos. De acordo com o historiador árabe Al-Kurdī, até 1965 haviam ocorrido 89 enchentes históricas, diversas delas durante o período saudita. A mais grave ocorreu em 1942; desde então, diversas represas foram construídas para tentar solucionar o problema.

### Bairros
- Ajyad
- Al Adl[39]
- Al Faisaliyyah
- Al Gemmezah
- Al Ghassalah
- Al Hindawiyyah
- Al Iskan
- Al Khalediya[39]
- Al Maabda[39]
- Al Muaisem[39]
- Al Nuzha
- Al Rasaifah
- Al Shoqiyah[39]
- Al Shubaikah
- Al Sulaimaniyyah
- Al Tundobawi
- Al Utaibiyyah
- Al Zahir
- Al Zahra
- Aziziyah[39]
- Gaza[40]
- Jabal Al Nour
- Jarwal
- Jurhum[41]
- Mina
- Misfalah
- Shar Mansur[41]
- Suq Al Lail
- Yabalash[41][42]

## Clima
Ao contrário de outras cidades da Arábia Saudita, Meca mantém uma temperatura alta durante o inverno, que vai de 17 graus Celsius à meia-noite até 25 graus durante as tardes. As temperaturas no verão são muito elevadas, e ultrapassam a marca de 40 graus durante as tardes, chegando aos 30 durante as noites. As chuvas costumam ocorrer, em pequenas quantidades, durante os meses de novembro de janeiro.
| Dados climatológicos para Meca  | Dados climatológicos para Meca | Dados climatológicos para Meca | Dados climatológicos para Meca | Dados climatológicos para Meca | Dados climatológicos para Meca | Dados climatológicos para Meca | Dados climatológicos para Meca | Dados climatológicos para Meca | Dados climatológicos para Meca | Dados climatológicos para Meca | Dados climatológicos para Meca | Dados climatológicos para Meca | Dados climatológicos para Meca |
| Mês                             | Jan                            | Fev                            | Mar                            | Abr                            | Mai                            | Jun                            | Jul                            | Ago                            | Set                            | Out                            | Nov                            | Dez                            | Ano                            |
| ------------------------------- | ------------------------------ | ------------------------------ | ------------------------------ | ------------------------------ | ------------------------------ | ------------------------------ | ------------------------------ | ------------------------------ | ------------------------------ | ------------------------------ | ------------------------------ | ------------------------------ | ------------------------------ |
| Temperatura máxima recorde (°C) | 37,0                           | 38,3                           | 42,0                           | 44,7                           | 49,4                           | 49,4                           | 49,8                           | 49,6                           | 49,4                           | 46,8                           | 40,8                           | 37,8                           | 49,8                           |
| Temperatura máxima média (°C)   | 30,2                           | 31,4                           | 34,6                           | 38,5                           | 41,9                           | 43,7                           | 42,8                           | 42,7                           | 42,7                           | 39,9                           | 35,0                           | 31,8                           | 43,7                           |
| Temperatura mínima média (°C)   | 18,6                           | 18,9                           | 21,0                           | 24,3                           | 27,5                           | 28,3                           | 29,0                           | 29,3                           | 28,8                           | 25,8                           | 22,9                           | 20,2                           | 18,9                           |
| Temperatura mínima recorde (°C) | 11,0                           | 10,0                           | 13,0                           | 15,6                           | 20,3                           | 22,0                           | 23,4                           | 23,4                           | 22,0                           | 18,0                           | 16,4                           | 12,4                           | 10,0                           |
| Precipitação (mm)               | 20,6                           | 1,4                            | 6,2                            | 11,6                           | 0,6                            | 0,0                            | 1,5                            | 5,6                            | 5,3                            | 14,2                           | 21,7                           | 21,4                           | 110,1                          |
| Dias com chuva                  | 4,1                            | 0,9                            | 2,0                            | 1,9                            | 0,7                            | 0,0                            | 0,2                            | 1,6                            | 2,3                            | 1,9                            | 3,9                            | 3,6                            | 1,9                            |
| Fonte: (agosto de 2010)         |                                |                                |                                |                                |                                |                                |                                |                                |                                |                                |                                |                                |                                |

## Demografia

### Religião
Meca é a sede da Grande Mesquita, a maior mesquita do mundo. Foi construída em volta da Caaba, para o qual todos os muçulmanos se voltam ao fazerem suas orações diárias.
Como mencionado em tópicos anteriores, a hostilidade dos uaabitas com a reverência prestada a edifícios de importância histórica e religiosa, Meca perdeu boa parte de seu patrimônio nos últimos anos, e poucos edifícios construídos nos últimos 1 500 anos sobreviveram ao domínio saudita.
O Poço de Zamzam, célebre fonte de água local, até hoje é visitado. Hira é uma caverna próxima a Meca, sobre a montanha conhecida como Jabal Al-Nūr, na região do Hejaz. É célebre por ter sido o local onde os muçulmanos acreditam que Maomé teria recebido suas primeiras revelações de Deus, por intermédio do anjo Jibrīl, também conhecido como Gabriel para os cristãos.
A peregrinação a Meca atrai milhões de muçulmanos de todos os lugares do mundo. Existem duas peregrinações: o Haje e a Umrah. O Haje, a peregrinação 'maior', é executada anualmente. Uma vez por ano milhões de pessoas de diversas nacionalidades visitam a cidade e oram em uníssono. Todo adulto saudável que tenha capacidade financeira e física para viajar a Meca, e que tem condições de providenciar cuidados para seus parentes e dependentes durante a viagem, deve executar o Haje pelo menos uma vez durante sua vida.
A Umrah, a peregrinação 'menor', não é obrigatória, porém também é recomendada no Corão. Frequentemente ela é realizada quando os peregrinos visitam a Grande Mesquita.

## Economia

Arranha-céu Abraj Al Bait

A economia de Meca é fortemente dependente da peregrinação anual. Nas palavras de um acadêmico, "[os habitantes de Meca] não têm como ganhar a vida, a não ser servindo os hajis (peregrinos)". A renda gerada pelo Haje, na verdade, não apenas financia a economia de Meca mas também, historicamente, tem tido efeitos em toda a economia das regiões do Hejaz e de Nágede. Esta renda é gerada de diferentes maneiras; um dos métodos, por exemplo, era a cobrança de taxas e impostos sobre os peregrinos. Estas taxas foram especialmente altas durante a Grande Depressão, e muitas delas estavam em vigor até 1972. Outra maneira pela qual o Haje gera renda é através dos serviços prestados aos peregrinos; a companhia aérea nacional saudita, por exemplo, a Saudi Arabian Airlines, obtém 12% de seu faturamento da peregrinação. Os gastos de peregrinos com viagens por terra, bem como os hotéis que os hospedam, também são responsáveis pela movimentação da economia.
A cidade arrecada mais de 100 milhões de dólares, enquanto o governo saudita gasta cerca de 50 milhões em serviços para o Haje. Existem algumas indústrias e fábricas na cidade, porém Meca não tem mais um papel central na economia da Arábia Saudita, que é baseada principalmente na exportação de petróleo. As poucas indústrias que operam na cidade são responsáveis por produtos têxteis, mobílias e utensílios diversos. A maior parte da economia é voltada para os serviços, porém também existem empresas, em atividade desde o início da década de 1970, produzindo objetos de ferro e cobre, além de carpintarias, usinas de extração de óleo vegetal, fabricantes de doces e de alimentos em geral, granjas, importadoras de comida congelada, produtores de gelo, revendedoras de refrigerantes, barbearias, livrarias, agências de viagem e bancos.
A cidade cresceu substancialmente nos séculos XX e XXI, à medida que as viagens aéreas se tornaram mais convenientes e acessíveis, o que aumentou o número de peregrinos. Milhares de sauditas têm empregos envolvidos diretamente com o Haje, e estes trabalhadores por sua vez aumentaram a demanda por residências e serviços. Meca é cercada por rodovias, e tem diversos shopping centers e arranha-céus.
A expansão da cidade tem continuado, e inclui a construção das Torres Abraj Al Bait, com 577 metros de altura, situadas diretamente em frente à Grande Mesquita. Durante sua construção a Fortaleza de Ajyad, construída pelos otomanos, foi demolida, o que provocou um conflito entre a Turquia e a Arábia Saudita. A Qishla de Meca era um castelo otomano que também se situava nas proximidades da Grande Mesquita, e servia para defender a cidade de ataques externos. O governo saudita, no entanto, demoliu a estrutura para a construção de hotéis e edifícios de negócios.

## Saúde
Cuidados com a saúde são fornecidos pelo governo saudita para todos os peregrinos, sem qualquer custo. Além de diversas clínicas, existem cinco grandes hospitais na cidade:
- Hospital Ajyad (em árabe: مستشفى أجياد)
- Hospital Rei Abdul Aziz (مستشفى الملك عبدالعزيز)
- Hospital Al Nur (مستشفى النور)
- Hospital Sheesha (مستشفى الششة)
- Hospital Hira (مستشفى حراء)

## Cultura

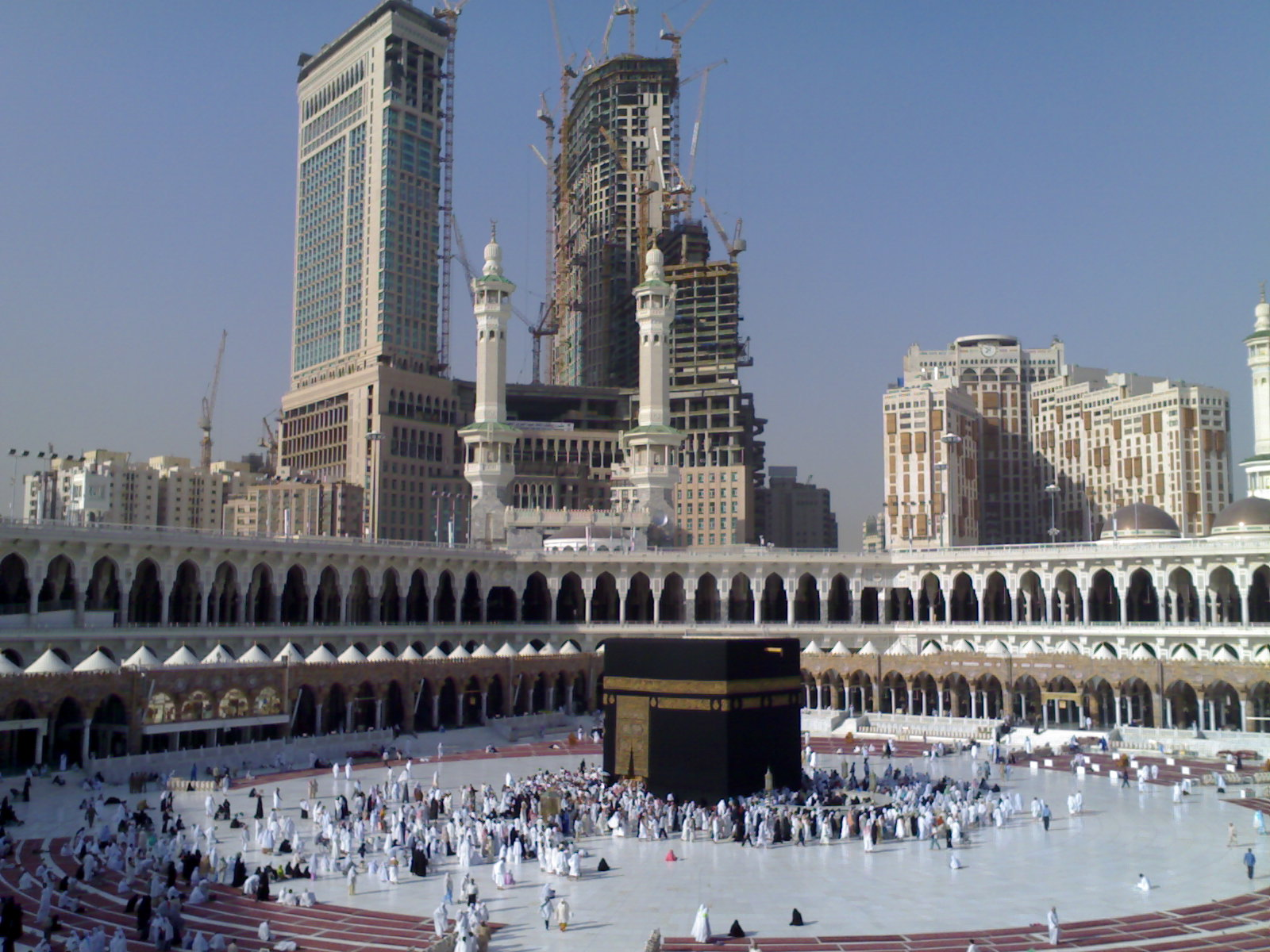
Edifícios modernos se elevam por trás da Grande Mesquita

Meca foi inevitavelmente afetada pelo grande número de peregrinos que chegam anualmente, e apresenta uma rica herança cultural. Os habitantes locais falam o árabe do Hejaz, porém idiomas de todos os lugares do mundo islâmico podem ser ouvidos entre os peregrinos.
Como resultado do grande número de visitantes que chegam à cidade a cada ano (muitos dos quais permanecem indefinidamente), Meca se tornou a cidade mais diversificada do mundo árabe. Contrastando com o resto da Arábia Saudita e, especialmente, a região de Négede, Meca se tornou, nas palavras do jornal americano The New York Times, "um oásis impactante" de discussão e pensamento livre" e, também, de um "improvável liberalismo", e que "os habitantes [de Meca] se veem como um bastião contra o extremismo rasteiro que tomou conta de boa parte do debate islâmico".
A primeira prensa tipográfica foi levada a Meca em 1885 por Osmã Nuri Paxá, um uale otomano. Durante o período hachemita, foi utilizada para imprimir a gazeta oficial, Alquibla (al-Qibla). O regime saudita expandiu o uso desta prensa para uma operação maior, e introduziu uma nova gazeta oficial, Umm al-Qurā; a partir daí técnicas de impressão foram introduzidas na cidade, vindas de toda parte do Oriente Médio, quase sempre por meio de Gidá (segunda maior cidade do país, sede do Porto de Gidá e do Aeroporto Internacional Rei Abdulaziz e, por essas razões, chamada de "Porta para Meca").
Em Gidá circula o principal jornal em língua árabe do país, Shams. No entanto, outros jornais sauditas e internacionais também circulam em Meca, como a Saudi Gazette, Medina, Okaz e Al-Bilad. Os primeiros três têm versões impressas localmente, que falam de assuntos que afetam a cidade, e contam com mais de um milhão de leitores.
Diverasas estações de televisão são transmitidas na cidade, entre elas a Saudi TV1, Saudi TV2, Saudi TV Sports, Al-Ekhbariya, Arab Radio and Television Network e diversas de retransmissoras de televisão a cabo e satélite.
Na Meca pré-moderna os esportes mais comuns eram lutas e corridas improvisadas.Atualmente, o futebol é o esporte mais popular na cidade, que é sede de alguns dos clubes mais antigos da Arábia Saudita, como o Al-Wahda FC, fundado em 1945. O Estádio Rei Abdul Aziz é o maior estádio de Meca, com capacidade para 38 000 espectadores.

### Culinária
Como em outras cidades sauditas, o kabsa, um prato de arroz e carne fortemente temperado, é o almoço mais tradicional; o mandi, no entanto, um prato tradicional iemenita, também é popular. Pratos de carne grelhada, como o shawarma (sanduíches de carne no pão pita), kofta (espécies de almôndegas de carne) e o kebab também são comumente encontrados na cidade. Durante o Ramadã favas no azeite e samosas são os pratos mais populares, consumidos durante o pôr-do-sol. Tradicionalmente, durante o Ramadã, homens conhecidos como Saggas fornecem água mineral e sucos de frutas para os muçulmanos que quebram o jejum ao final do dia. Atualmente, estes Saggas também ganham dinheiro vendendo doces como baklava e basbosa, juntamente com suas bebidas.
A mistura de etnias e nacionalidades entre os residentes de Meca tem afetado de maneira impactante a culinária tradicional de Meca. A cidade foi descrita como uma das cidades islâmicas mais cosmopolitas, onde se encontra uma "culinária internacional".
No século XX diversas cadeias de fast-food abriram franquias em Meca, servindo tanto habitantes locais quanto os peregrinos. Comidas exóticas, como frutas da Índia e do Japão, costumam ser trazidas pelos peregrinos.

### Demografia

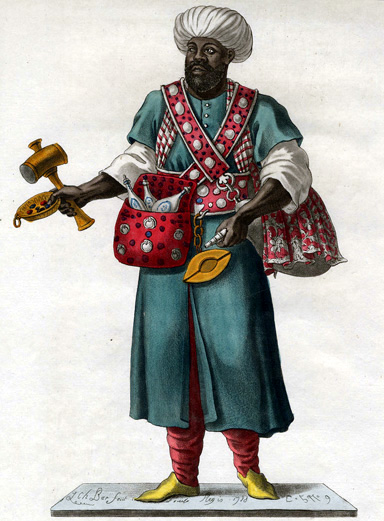
Um Sagga

A densidade populacional de Meca é muito alta. A maior parte dos seus residentes permanentes vive na Cidade Antiga, e muitos trabalham na indústria conhecida localmente como Indústria do Haje. Iyad Madani, ministro para o Haje da Arábia Saudita, teria declarado: "Nunca paramos de nos preparar para o Haje". Ao longo de todo o ano, peregrinos chegam à cidade para executar os rituais da Umra, e, durante as últimas semanas de Dhu al-Qi'dah, cerca de quatro milhões de muçulmanos chegam à cidade para executar os rituais conhecidos como Haje.
Os peregrinos têm diversas etnias e origens culturais, especialmente da Ásia Central, Meridional, Europa, Oriente Médio e África. Diversos acabaram por ficar permanentemente na cidade. Além da diversidade trazida pelos peregrinos, o boom do petróleo ocorrido nos últimos 50 anos trouxe centenas de milhares de trabalhadores migrantes.
Pessoas que não são muçulmanas não recebem permissão para entrar em Meca de acordo com a lei saudita, e a utilização de documentos ilegais ou fraudulentos para fazê-lo pode resultar em prisões e processos legais. Ainda assim, a título de curiosidade, diversos não-muçulmanos já se passaram por fiéis como forma de visitar a cidade e até mesmo passar pela experiência do Haje. O primeiro exemplo registrado foi o de Ludovico di Verthema, de Bolonha, em 1503, e o mais célebre foi o do explorador britânico Richard Francis Burton, que trabalhou como um sufi qadiriyyah do Afeganistão em 1853. O governo saudita sustenta sua proibição com base na Sura 9:28, do Corão.

## Educação
A educação formal em Meca começou a ser desenvolvida no fim do período otomano, e teve sequência vagarosa até o período hachemita. A primeira grande tentativa de melhorar a situação educacional na cidade foi feita pelo mercador de Gidá Muhammad ʿAlī Zaynal Riḍā, que fundodu as madrasat al-Falāḥ, em 1911–12, sob o custo de 400 000 libras.
O sistema educacional de Meca tem escolas públicas e privadas, tanto para homens quanto para mulheres. Em 2005, o total era de 532 instituições para homens e 681 para mulheres. Tanto escolas públicas quanto privadas lecionam em árabe, com ênfase em inglês como segunda língua, porém algumas escolas privadas fundadas por entidades estrangeiras, como escolas internacionais, utilizam o inglês como principal meio de instrução. Estas escolas também podem permitir a existência de classes mistas, com homens e mulheres, enquanto a maioria das escolas da cidade não o faz.
Em termos de educação superior, a cidade tem apenas uma universidade, a Universidade Umm al-Qura, fundada como um colégio de xariá (direito islâmico) em 1949, e transformada em universidade pública em 1979.

## Paleontologia
Em 2010, a região em torno de Meca se tornou um importante sítio paleontológico relacionado à evolução dos primatas após a descoberta de um fóssil de Saadanius. O gênero é considerado de um parente próximo do ancestral comum aos chamados 'macacos do Velho Mundo' (cercopitecídeos) e os grandes primatas. O habitat do fóssil, próximo ao mar Vermelho, no oeste da Arábia Saudita, era uma região de florestas (h)úmidas há entre 28 e 29 milhões de anos. Os paleontólogos envolvidos nas escavações esperam encontrar mais fósseis na área.

## Comunicações
O desenvolvimento das telecomunicações na cidade foi enfatizado sob o reinado saudita. O rei Abdul Aziz Al-Saud (Ibn Saud) estimulou as telecomunicações por vê-las como um meio de governar melhor e com maior conveniência. No período do rei Hussein existiam cerca de 20 telefones em toda a cidade; em 1936 o número tinha subido para 450, cerca de metade dos telefones do país. Durante o período as linhas telefônicas foram levadas a Gidá e Ta’if, embora ainda não chegassem à capital, Riade. Em 1985, Meca, como outras cidades sauditas, dispunha de todos os sistemas de comunicações modernos (telex, telefone, rádio e televisão).
Uma comunicação limitada via rádio foi estabelecida dentro da região do Hejaz ainda sob os hachemitas. Em 1929 estações de transmissão a distância foram montadas em diversas cidades da região, criando uma rede que estaria totalmente implementada em 1932. logo após a Segunda Guerra Mundial a rede foi ampliada e melhorada e, desde então, passou a ser usada de maneira extensiva para coordenar a peregrinação e se dirigir aos peregrinos. A prática teve início em 1950, com o início das transmissões do Dia de Arafa, e aumentou exponencialmente até 1957, quando a Rádio Meca, transmitida em 50 kW, se tornou a estação mais potente do Oriente Médio. Esta potência foi aumentada posteriormente para 450 kW. Embora a música não fizesse parte da programação inicialmente, foi sendo introduzida gradualmente.

## Transporte
Os principais serviços de transporte de Meca estão relacionados ao Haje e à Umra. Meca conta apenas com o pequeno Aeroporto do Leste de Meca, que não tem qualquer serviço de companhias aéreas, e os peregrinos têm de acessar a cidade através do Terminal Haje do Aeroporto de Gidá (Aeroporto Internacional Rei Abdulaziz) ou do Porto Marítimo de Gidá, ambos localizados em Gidá (em inglês, Djedda; em francês, Djedda), segunda maior cidade da Arábia Saudita.
Meca não conta com qualquer serviço de transporte público para seus residentes e visitantes, tanto durante quanto fora das estações de peregrinação. As únicas opções são veículos privados ou táxis.
O Metrô Al Mashaaer Al Mugaddassah, com dezoito quilômetros de extensão, foi aberto em novembro de 2010. Um total de 5 novas linhas foram planejadas, para ajudar a transportar peregrinos até os sítios religiosos.